# Nornikowiec górski
Nornikowiec górski (Neodon sikimensis) – gatunek ssaka z podrodziny karczowników (Arvicolinae) w obrębie rodziny chomikowatych (Cricetidae), występujący w Himalajach.

## Zasięg występowania
Nornikowiec górski występuje w oddzielnych populacjach we wschodnich Himalajach od środkowego i wschodniego Nepalu przez Sikkim i skrajnie północny Bengal Zachodni (północno-wschodnie Indie) po Bhutan i południowo-wschodnią Wyżynę Tybetańską (Chińska Republika Ludowa). 

## Taksonomia
Gatunek po raz pierwszy zgodnie z zasadami nazewnictwa binominalnego opisał w 1851 roku Thomas Horsfield nadając mu nazwę Neodon sikimensis. Holotyp pochodził z Sikkim, w Indiach. Toczy się wiele dyskusji na temat autora i daty opisu holotypu; wymaga to wyjaśnienia.
W dawniejszych ujęciach systematycznych N. sikimensis umieszczany był w Pitymys lub Microtus, a czasem jako jeden gatunek z N. irene. Te dwa gatunki można rozdzielić na podstawie morfologii i genetyki (N. sikimensis jest większy i różnią je szczegóły budowy ciała). Populacja na północ od Himalajów może być odrębnym, nienazwanym gatunkiem. Autorzy Illustrated Checklist of the Mammals of the World uznają ten takson za gatunek monotypowy.

### Etymologia
- Neodon: gr. νεος neos „nowy”; οδους odous, οδοντος odontos „ząb”[13].
- sikimensis: Sikkim, Indie[2].

## Morfologia
Długość ciała (bez ogona) 97–121 mm, długość ogona 30–52 mm, długość ucha 11–16 mm, długość tylnej stopy 17–22 mm; masa ciała 27–49 g. 

## Biologia
W zachodniej części zasięgu żyje powyżej 2500 m n.p.m., w Tybecie spotykany jest od 2100 do 3700 m n.p.m. Prowadzi dzienny tryb życia, kopie nory. Jest towarzyski, żyje w grupach liczących do 20 osobników. Zamieszkuje łąki piętra alpejskiego i gęste zarośla na skraju lasów rododendronów i lasów iglastych. Kryje się pod krzewami, skałami i ściółką leśną; rzadko wychodzi na otwarty teren.

## Populacja
Jest on uznawany za gatunek najmniejszej troski. Występuje w obszarach chronionych, takich jak Park Narodowy Langtang i Obszar Chroniony Kanczendzonga w Nepalu. Nie jest chroniony prawnie w żadnym państwie. Może mu grozić utrata i degradacja środowiska związana z wycinką drzew prowadzoną na niewielką skalę, wprowadzenie obcych gatunków do ekosystemu i w pewnym stopniu drapieżnictwo ze strony domowych kotów i psów.